# Crew Stoneley
Crew Stoneley (Crew Hadlett Stoneley; * 9. Mai 1911 in Leeds; † 27. August 2002 in der Grafschaft Dorset) war ein britischer Sprinter.
Bei den Olympischen Spielen 1932 in Los Angeles erreichte er im 400-Meter-Lauf das Halbfinale. In der 4-mal-400-Meter-Staffel gewann er mit der britischen Mannschaft in der Besetzung Stoneley, Tommy Hampson, Lord Burghley und Godfrey Rampling.
1934 holte er bei den British Empire Games in London Bronze über 440 Yards und mit dem englischen Quartett Gold in der 4-mal-440-Yards-Staffel.
1932 wurde er britischer Meister über 440 Yards.
Crew Stoneley diente von 1931 bis 1964 in der British Army, zuletzt im Rang eines Brigadiers.